# Mordella lemoulti
Mordella lemoulti es una especie de coleóptero de la familia Mordellidae.

## Distribución geográfica
Habita en la Guayana francesa.